# 皇大神宮 (藤沢市)
皇大神宮（こうだいじんぐう）は、日本の神奈川県藤沢市の鵠沼にある神社である。神明宮（しんめいぐう）、烏森神社（からすもりじんじゃ）とも称される。旧社格は村社。土甘（とかみ）郷（鵠沼村）の総鎮守とされ、「神明様（しんめいさま）」として知られている。

## 祭神等
- 祭神
  - 天照皇大神（あまてらすすめおおみかみ）
  - 天児屋根命（あめのこやねのみこと）
  - 天手力男命（あめのたぢからおのみこと）
  - 天太玉命（あめのふとたまのみこと）
  - 天宇受売命（あめのうずめのみこと）
  - 石凝刀売命（いしこりどめのみこと）
- 合祀
  - 石楯尾大神（いはだてをのおおかみ）
  - 八幡大神（はちまんのおおかみ）
  - 春日大神（かすがのおおかみ）

## 歴史

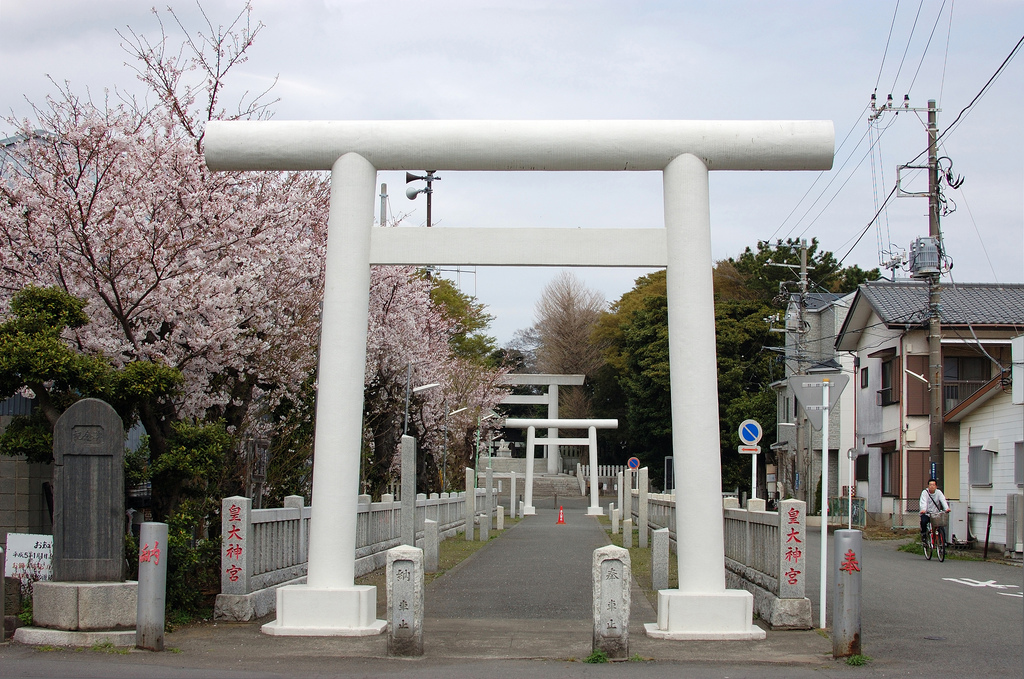
一の鳥居。昭和35年にコンクリート造として再建された。

- 大同3年（808年） - 現在の神明宮の位置に延喜式内社・石楯尾（いはだてを）神社創建。※位置については別説多し（「石楯尾神社」の項参照）
- 天長9年（832年） - 石楯尾神社鎮座地に烏森神社（皇大神宮）社殿造立。この時に創立か。
- 天安元年（857年）5月20日 - 石楯尾神社、官社従五位に列せられる。（列官社）
- 醍醐天皇の頃 - 土甘郷の総社に列せられ相模国土甘郷総社神明宮と称した 。
- 天喜（1046年 - 1057年） - 八幡太郎義家、奥州鎮撫の途次祈願奉幣。
- 天喜3年（1055年） - 社殿を再建造立。
- 長治元年（1104年） - 鎌倉景正が所領の大庭荘を伊勢神宮に御厨として寄進したので大庭荘が大庭御厨と呼ばれるようになる。
- 永久5年（1117年） - 大庭御厨の領域の総鎮守と定められ、皇大神宮と称せられる。

治承5年7月8日（1181年8月19日） - 鶴岡八幡宮の御神体の仮殿への引越しに采配を振るため大庭御厨庤（神館）一古娘（巫女）が呼ばれる。（吾妻鏡）
- 寿永三年/元暦元年（1184年）頃 - 那須与一宗高、屋島にて扇の的を射たる弓一張と残の矢を奉納。家臣浅間某を看護俸給せしめる[1]。皇大神宮を勧請した[2]。
- 正和2年（1313年） - 社殿を再建造立。
- 元亨2年（1322年） - 社殿を再建造立。
- 天正2年（1574年） - 石楯尾神社再建。
- 天正13年（1585年） - 社殿を再建造立。
これ以降、昭和の造営まで再建造立の記録がない。
- 延享年間（1744年 - 1747年） - 盗難により伝承の古記録等を失う。
- 明和2年（1765年）6月47日 - 領主布施孫兵衛尉頼路、参篭し祈願奉幣あり。且つ天照皇大神宮と謹書した白絹御戸張を奉納。
- 文化6年（1809年）6月吉日 - 宮ノ前、幟を奉納。
以降、江戸時代のうちに上村、宿庭、清水が幟を奉納。この4集落が例大祭に社前に幟を立てるようになった。
- 明治元年（1868年）9月 - 征東大総督有栖川宮東下の際、神明宮の御染筆を賜る。
- 1873年（明治6年）12月 - 村社に列せられる
- 1884年（明治17年）8月 - 上村（かむら）、人形山車（源頼朝）を新調。技工師林大工
- 1887年（明治20年）8月 - 宮ノ前、人形山車（那須与一）を新調。技工師林大工
同年8月吉日 - 苅田、人形山車（徳川家康）を新調。技工師加藤徳太郎
- 1890年（明治23年）8月 - 清水、人形山車（神武天皇）を新調？。技工師林大工
- 1891年（明治24年）8月 - 原、人形山車（日本武尊）を新調。技工師加藤徳太郎
- 1892年（明治25年）8月 - 宿庭（しゅくにわ）、人形山車（源義経）を新調。技工師林大工
- 1897年（明治30年）8月 - 仲東、人形山車（浦島太郎）を新調。世話人関根元次郎、技工師加藤徳太郎、彫刻師後藤軒茂正刻之
この他に大東集落が人形山車（楠木正成）を新調したが、新調年不明。
- 1907年（明治40年） - 勅令第96号神社に指定。
※府県社以下神社神饌幣帛料供進ニ関スル件(明治39年勅令第96号)
- 1908年（明治41年）8月 - 堀川、人形山車（仁徳天皇）を新調。技工師鎌倉郡腰越津村神戸の宮大工=松井条三郎・彫刻は後藤軒茂正。
堀川は他の集落と同時期に新調したが、転倒破損したため再度新調したもの。
- 1935年（昭和10年）8月 - 一の鳥居、関根治郎吉（鵠沼出身で横須賀在住の篤志家）らにより建立（木造）。
皇大神宮鳥居造立記念碑、鵠沼神明2-11（神殿右側）に造立。（1961年に廃棄）
- 1945年（昭和20年）8月17日 - 例大祭を自粛。
- 1957年（昭和32年）3月 - 境内に山車合同格納庫完成。
- 1960年（昭和35年）10月 - 一の鳥居、コンクリート造に再建工事着工。（1961年1月完成）
- 1961年（昭和36年）1月17日 - 皇大神宮鳥居再建記念碑、鵠沼神明 2-11（一の鳥居左側）に造立。
- 1965年（昭和40年）4月20日 - 鵠沼山車保存会会長ら、文教民生常任委員会に対して山車合同格納庫建設助成についての請願提出。
- 1965年（昭和40年）8月17日 - 例祭で人形山車の町内巡行はこの年まで。
- 1977年（昭和52年）10月1日 - 神奈川県、神明宮の風流山車を｢かながわの民俗芸能50選｣に指定。
- 1979年（昭和54年）8月 - 参道整備工事、完成。
- 1979年（昭和54年）9月9日 - 参道石玉垣竣工記念碑、神明宮境内に造立。
- 1982年（昭和57年） - 皇大神宮例大祭、かながわのまつり50選に指定。
- 1983年（昭和58年）1月 - 造営工事、起工。
- 1984年（昭和59年）5月14日 - 社殿完成。月末、新宮遷座の儀。
- 1985年（昭和60年）9月 - 社務所を最後に「昭和の大造営」、完了。
同年11月吉日 - 皇大神宮造営記念碑・別碑：皇大神宮御社殿造営奉賛者、境内に造立。
- 1988年（昭和63年）12月16日 - 皇大神宮人形山車9台、藤沢市有形民俗文化財に指定。
- 1994年（平成6年）12月16日 - 石楯尾神社神殿、神明宮境内に再建。
- 1996年（平成8年）3月1日 - 湯立神楽（藤沢湯立神楽保存会）、市指定無形民俗文化財に指定。
- 2005年（平成17年）10月24から10月30日まで - 上村の山車人形、「江戸天下祭」に出展。

## 社殿・境内

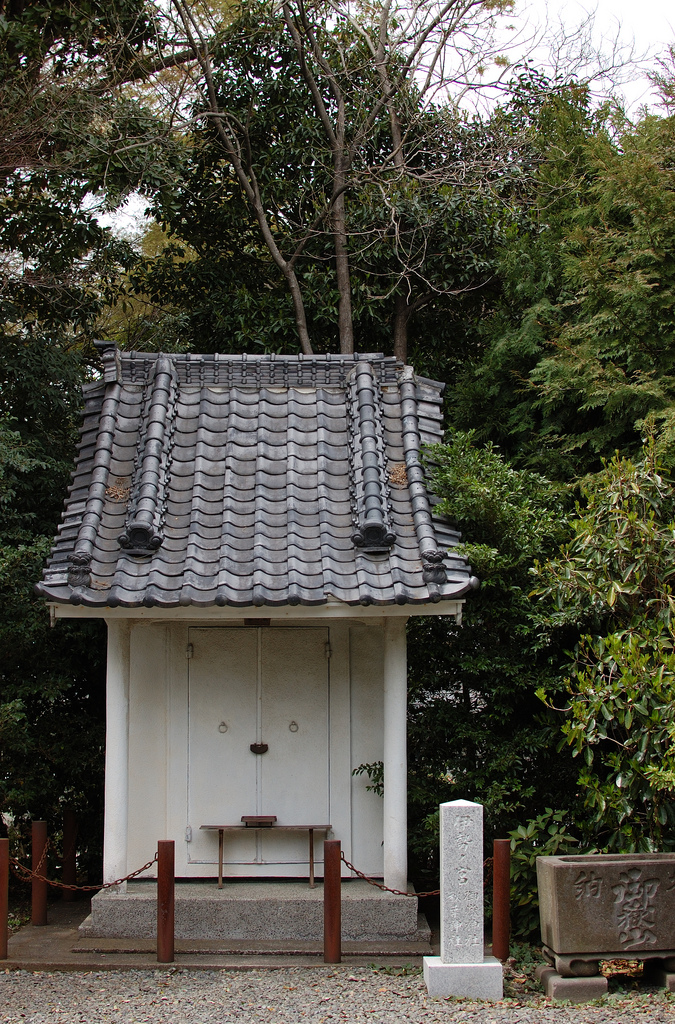
伊勢ノ宮

- 境内：境内地面積＝3,300坪　広葉樹の森林
樹齢数百年にもなるタブノキ、ケヤキなどが境内奥に残り、鎮守の森を形成する。
カラスが多く生息していたことから「烏森」と呼ばれてきた。
- 本殿：神明造。南面して建てられる。
1984年（昭和59年）、390年ぶりに「昭和の大造営」が行われた。
幣殿、拝殿、社務所を付設する。
- 合祀社
  - 御嶽神社（國常立命･國狭槌尊･豐斟渟尊）　
  - 秋葉神社（火産靈神）
- 境内社
  - 石楯尾神社 (石楯尾神）
  - 伊勢ノ宮（伊弉諾尊・伊弉冉尊）
  - 稲荷神社（宇迦之御魂神）
  - 石ノ神社（經津主神・武甕槌神）
  - 豊受稲荷神社（宇迦之御魂神）
  - 山王社（大山祇神）
  - 恵比須の宮（八重事代主神・大國主神）
  - 登由介神社（豐宇氣毘賣神）
  - 厳島神社（市杵島姫命）
  - 御霊神社（鎌倉権五郎景政）
  - 水神社（水波能売命）
- 山車合同格納庫
  - 左手5台分 - 宮ノ前、上村、宿庭、清水、苅田各町内の山車を収納。
  - 右手4台分 - 大東、仲東、原、堀川各町内の山車を収納。

## 祭事・年中行事

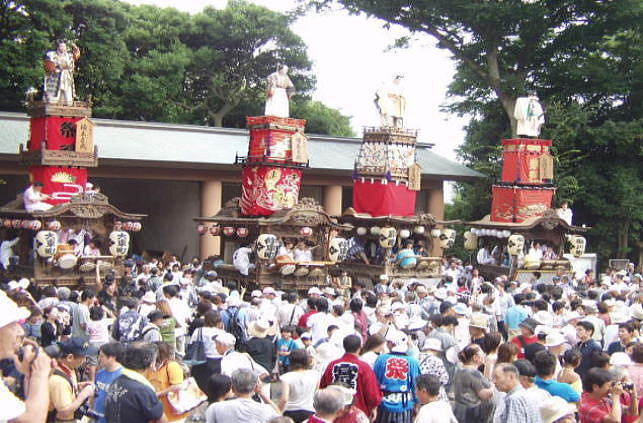
人形山車の勢揃い（大東〜堀川）

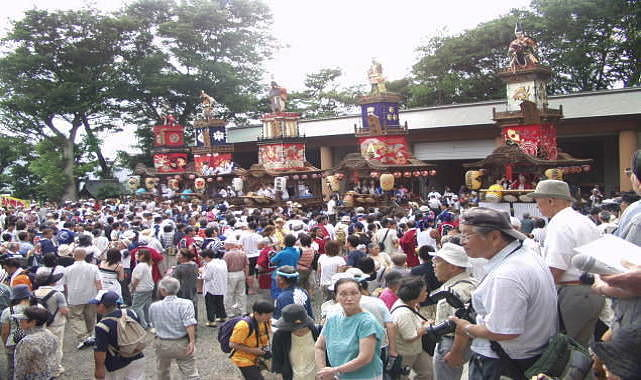
人形山車の勢揃い（宮ノ前〜苅田）

- 歳旦祭(さいたんさい) - 1月1日（八方除賽灯祭）
- 祈年祭(きねんさい) - 2月17日（春まつり）
- 御苑祭(みそのさい) - 3月17日（みにわ祭り）
- 雹祭(ひょうまつり) - 4月1日
- 石楯尾神社例祭(いわだておじんじゃれいさい) - 5月17日（石楯尾まつり）
- 大祓式(おおはらえしき) - 6月30日
- 除蝗祭(じょこうさい) - 8月1日（虫送り）
- 例大祭宵宮祭(れいたいさいよいみやさい) - 8月16日（宵宮の祭り囃子）
- 例大祭(れいたいさい) - 8月17日（山車まつり＝民俗芸能風流山車参進）
- 例大祭(れいたいさい) - 8月17日（鎌倉神楽・湯華神楽神事）
- 例大祭後朝祭(れいたいさいごちょうさい) - 8月18日（翌日祭・朝ノ御饌献進ノ儀）
- 風祭(かざまつり) - 9月1日（風まつり）
- 神殿祭(しんでんさい) - 10月30日（鎮座記念祭）
- 新嘗祭(にいなめさい) - 11月23日（秋まつり・新穀感謝祭 ）
- 事始め祭(ことはじめさい) - 12月冬至（おこと始め・笹入れ行事）
- 除夜祭(じょやさい) - 12月31日
- 八方除賽灯祭(はっぽうよけさいとうさい) - 12月31日
- 大祓式(おおはらえしき) - 12月31日
- 月次祭(つきなみさい) - 毎月1日・15日

### 例大祭
- 8月17日に行われる。
開始時刻が午後2時頃、終了時刻が午後5時頃と極めて短く、「鵠沼のいっとき祭」と呼ばれる。
- 本殿内と前庭で行われる祭事、湯立神楽（湯華神楽）と三の鳥居前で行われる山車参進と祭り囃子競演とが同時進行で行われる。
- 9台の人形山車が勢揃いするのは神奈川県随一である。
- 1982年（昭和57年） - かながわのまつり50選に指定。
- 準備
月遅れ盆の行事と重なるので、大変忙しい。
  - 学校の夏休みが始まると、各氏子町内では祭り囃子の練習や人形着付け、山車組み立て、祭礼進行の確認などが行われる。
  - 8月1日 - 祭礼準備開始
  - 8月7日 - 太鼓出し
  - 8月13日 - 舞台準備
  - 8月14日夕刻に、宮ノ前、上村、宿庭、清水の北部4町内は、参道両側に各1対、計8本の幟を立てる。
幟は横幅が3尺8寸＝114cm。長さは41尺＝12m。柱の長さが15.8m、その上部に依代（よりしろ）の榊（さかき）つくので、18m以上の高さになる。
  - 8月16日 - 人形飾り付け、宵宮の祭り囃子。
この日、神社内では神官による例大祭宵宮祭が催行される。
  - 例祭当日早朝 - 浜降り。
各町内の氏子は浜に向かい、禊ぎを行う。
この時、浜でモク（海藻のホンダワラ）を拾って持ち帰り、山車に引っ掛ける。
このモクを境内参進の際、鳥居の横木に投げ上げる風習があったが、鳥居がコンクリート製になってから塩害防止のため廃止された。
  - 午前中は人形山車を組み立て、町内巡行を行う。
この風習は各町内に山車小屋があったころのもので、1965年（昭和40年）まで行われた。
それ以降は人形だけをトラックに乗せたり、別のトラックにお囃子を乗せたりして巡行する町内もある。
  - 午後になってから、かつては各町内の山車は皇大神宮に向かっていた。
山車合同格納庫ができてからは、日本精工藤沢工場の横の道路で午後2時までに人形山車の組み立てを行う。
- 山車参進と祭囃子競演
  - 午後2時に一番山車から順に皇大神宮参道に進み、午後3時過ぎには三の鳥居前広場に全9台の山車が勢揃いする。
  - 左側が一番〜五番山車、右側が六番〜九番山車が順番に並ぶ。
  - 午後3時半から、1台ずつ紹介されながら3台の山車が前進し、本殿に正対して奉納の太鼓をたたき、続いて最低5回以上は山車を回す。
  - 次に3台が向かい合い、約20分間祭囃子の競演を行った後、次の3組と交替する。
3組の組み合わせは年によって違う。
山車の屋根の上でひょっとこ、烏天狗などの面をつけた踊り手が踊りを披露する町内もある。
  - 祭囃子は長胴太鼓1、附締太鼓2、篠笛1、摺鉦1の五人囃子で演奏されるが、複数の篠笛を使う町内もある。
  - 祭囃子の曲目は、神田囃子系の昇殿・神田丸・鎌倉・師調目（四丁目）・急囃子・新囃子だが、一時期昇殿・鎌倉等は演奏されなかった。各町内同様な囃子が伝承されており、大きな差異はない。

#### 人形山車一覧
| 宮入 | 町内会名 | 人形     | 製作年代             | 技工師                           | 彫刻師                 | 全高 | 人形高 | 人形師                                 | 縫 製        | 備 考                                            |
| ---- | -------- | -------- | -------------------- | -------------------------------- | ---------------------- | ---- | ------ | -------------------------------------- | ------------ | ------------------------------------------------ |
| 一番 | 宮ノ前   | 那須与一 | 1887年（明治20年）頃 | 浜野林蔵（林大工）伝             | 後藤軒茂正(川崎)伝     | 8.2m | 1.8m   | 明治20年頃日本橋十軒店の人形店で購入   | 田安呉服店   | ―                                                |
| 二番 | 上村     | 源頼朝   | 1884年（明治17年）   | 浜野林蔵（林大工）伝             | 後藤軒茂正(川崎)伝     | 8.2m | 1.9m   | 明治20年頃日本橋十軒店の人形店で購入   | ―            | ―                                                |
| 三番 | 清水     | 神武天皇 | 1890年（明治23年）頃 | 浜野林蔵（林大工）伝             | 後藤軒茂正(川崎)伝     | 7.6m | 1.8m   | 明治20年頃日本橋十軒店の人形店で購入   | 下谷縫寅     | ―                                                |
| 四番 | 宿庭     | 源義経   | 1892年（明治25年）頃 | 浜野林蔵（林大工）伝             | 後藤軒茂正(川崎)伝     | 7.6m | 1.9m   | 浪花屋七郎兵衛(昭和18年作、箱書有）    | ―            | 以前は牛若丸と僧正坊                             |
| 五番 | 苅田     | 徳川家康 | 1887年（明治20年）   | 加藤徳太郎（大勝）伝             | 一元安信               | 8.2m | 1.9m   | 明治20年頃日本橋十軒店の人形店で購入   | 安藤呉服店   | ―                                                |
| 六番 | 大東     | 楠木正成 | 製作年不明           | 浜野林蔵（林大工）               | 一元安信、補手一元義夫 | 7.6m | 1.9m   | 明治20年頃日本橋十軒店の人形店で購入） | 田安呉服店   | ―                                                |
| 七番 | 仲東     | 浦島太郎 | 1897年（明治30年）   | 加藤徳太郎（大勝）               | 後藤軒茂正(川崎)       | 8.2m | 1.7m   | 明治20年頃日本橋十軒店の人形店で購入   | 東京山本     | 以前は乙姫様という                               |
| 八番 | 原       | 日本武尊 | 1891年（明治24年）頃 | 加藤徳太郎（大勝）伝             | 一元安信               | 8.2m | 1.9m   | 明治20年頃日本橋十軒店の人形店で購入   | 神田田中嘉七 | ―                                                |
| 九番 | 堀川     | 仁徳天皇 | 1908年（明治41年）頃 | 松井粂三郎（腰越、現松井工務店） | 後藤軒茂正(川崎)       | 7.6m | 1.9m   | 明治20年頃日本橋十軒店の人形店で購入   | 東京山本     | 転倒破損で造り替え、旧山車は辻堂東町で修理し現存 |

- いずれも総欅造り、三層人形固定式で、下段は破風屋根で精巧な彫刻が施され、前面は囃子の座。廻り舞台。車輪は4輪固定で補助輪を1軸の下へ入れて旋回する。
- 彫刻師一元安信は藤沢彫川一門。代表作は片瀬龍口寺五重塔彫刻。後藤軒茂正は武州橘郡住吉村市坪（1889年までは市の坪村。現川崎市中原区市ノ坪）住の彫刻師。
- 1977年（昭和52年）10月1日 - ｢かながわの民俗芸能50選｣に指定。
- 1988年（昭和63年）12月16日 - 藤沢市有形民俗文化財に指定。

#### 神事
- 本殿で午後2時半から次の次第で催される。

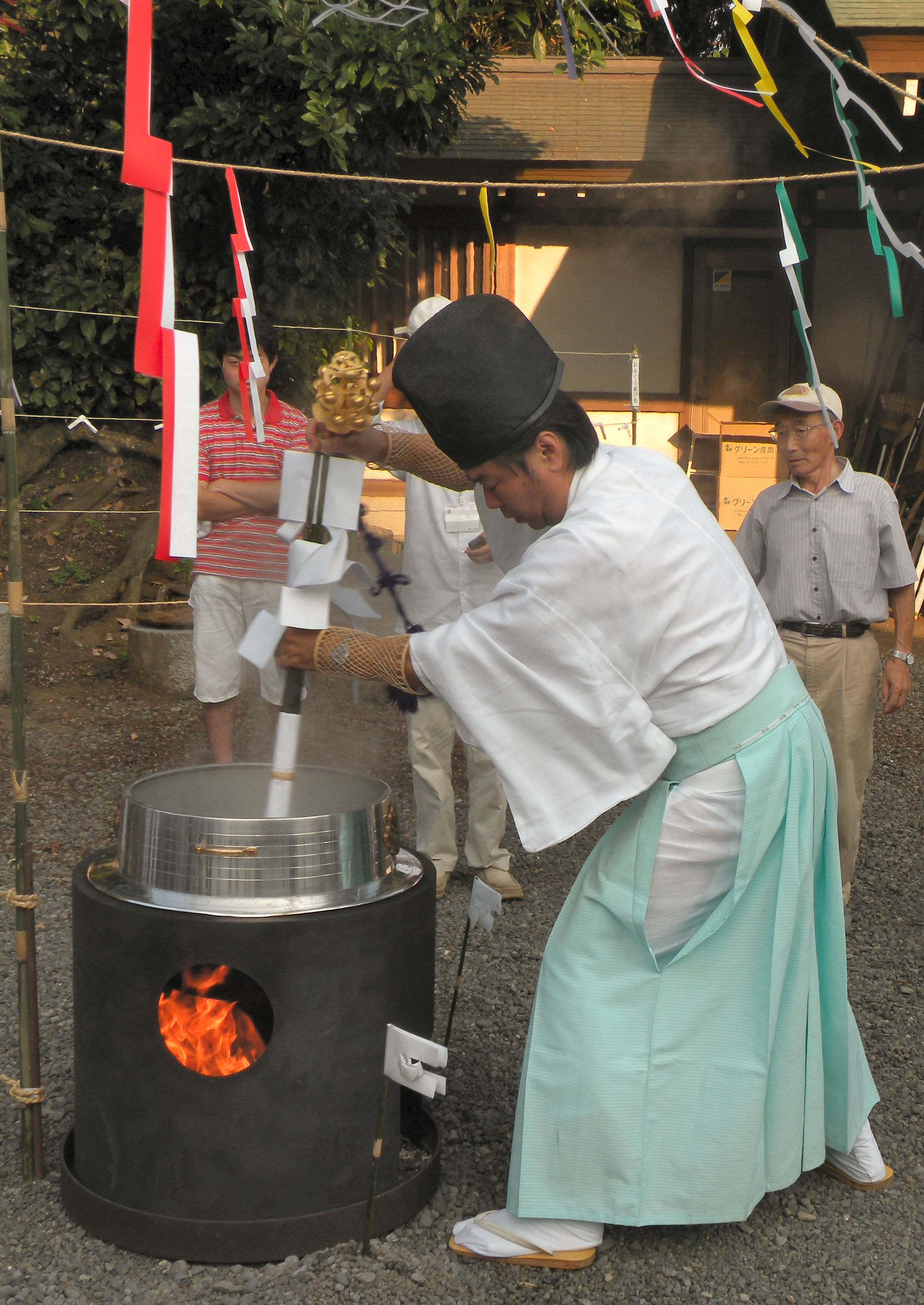
湯立神楽の掻湯

  - 先、修祓（庭上祓所）　各人清め・修祓・祝詞・玉串
- 例祭（拝殿で午後2時45分から午後3時40分まで）
  - 一、宮　司　　一　拝　諸員之に倣う
  - 一、開　　　　　　扉　警蹕、諸員磐折、此の間奏楽
  - 一、献　　　　　　饌　此の間奏楽
  - 一、宮　司　祝詞奏上　此の間諸員磐折
  - 一、献　　　　　　幣
  - 一、献幣使　祭詞奏上　此の間諸員磐折
  - 一、浦安の舞　奏　上　巫女神前で奉舞
  - 一、宮　司　玉串奉奠　祭員列拝
  - 一、献幣使　玉串奉奠　随員列拝
  - 一、役員総代玉串奉奠　関係者 列拝
  - 一、参列者　玉串奉奠
  - 一、撤　　　　　　幣
  - 一、撤　　　　　　饌　此の間奏楽（略式・蓋閉め）
  - 一、閉　　扉（垂簾）　此の間奏楽、警蹕、諸員磐折
  - 一、宮　司　　一　拝　諸員之に倣う
  - 一、退　　　　　　下
- 湯立神楽（湯華神楽）
1996年（平成8年）3月1日 - 藤沢市無形民俗文化財に指定。
藤沢湯立神楽保存会は、白旗神社神職と共に組織され、両神社の例祭で催される。
- 20分間の休憩の後、午後4時から次の順序で行われる。
  - 打囃子（ウチハヤシ） - 一通り楽曲を奏して奉仕者・参列者の心意を昂める。
  - 羽能（ハノウ） - 白扇の上に神饌の白米を捧持し、これを四方に散供する浄めの舞。
  - 御祓（オハラヒ） - 「ひもろぎ」となる山、お湯、釜をはじめ参列者のお祓い。
  - 御幣招き（ゴヘイマネキ） - 産土大神、火産皇霊神、水波能売神三神の神招きの舞。
  - 御湯（オユ） - 笹の「湯たぶさ」に湯を付け、桶にうつして、三神に献ずる静かな舞。
  - 中入れ（ナカイレ） - 神官は狩衣を脱し、参列者に撒下の神酒などをわかつ。
  - 掻湯（カキユ） - 御幣を持って、煮え立っているお湯を掻き、釜底から立ち上がる湯の泡の様子で今年の豊凶を卜する。
  - 湯座（ユグラ） - 湯たぶざをとって今年の豊作と豊漁、氏子・参列者の無事息災を祈念する舞。
  - 射祓（イハラヒ） - 邪気を射祓ひ、邪悪を射据える静かな中にも力強い舞。
  - 劔舞もどき（ケンマイモドキ） - 赤面の神が鉾をとって進み出で、五風十雨、雨風時に順い、豊年万作・大漁満足・天下泰平を祈念して気息を整え、醜（邪悪）を踏み鎮め、天地運行の乱れを正し、邪霊を鎮める。途中より黒面の神が現われ、赤面の神の所作をまねたり、おどけたりして笑いを招きつつ座の雰囲気を和める。
- 締め
  - 午後5時過ぎ、湯立神楽が終了すると、三の鳥居下に神職、各町内の氏子総代、人形山車保存会役員が横一列に並び、広場を埋めた氏子、見物衆と共に三本締めの手締めで例大祭を終了する。
その後、直ちに人形山車の撤収、境内清掃にかかり、明るいうちに解散する。
町内によっては町内会館に戻り、直会、反省会などを開く。

## 所在地・交通
神奈川県藤沢市鵠沼神明2-11-5
- JR東日本東海道本線・藤沢駅北口から1系統1番乗り場からバスに乗り、「神明町」下車。または1系統2番乗り場からバスに乗り、「烏森公園前」下車。
- 駐車場あり。

## 兼務神社
皇大神宮の宮司が兼務する神社
- 稲荷神社 - 藤沢市城南 1-3-6
- 八坂神社 - 藤沢市城南 5-1-8
- 神明社 - 藤沢市城南 3-2-13
- 上村稲荷社 - 藤沢市鵠沼神明 4-149
- 賀来神社 - 藤沢市鵠沼藤が谷 3-10-19
- 大庭神社 - 藤沢市稲荷 997
- 稲荷神社 - 藤沢市大庭 1809
- 熊野神社 - 藤沢市大庭 1846
- 神明社 - 藤沢市大庭 2296
- 熊野神社 - 藤沢市大庭 5879
- 市杵島神社 - 藤沢市大庭 6100
- 諏訪神社 - 藤沢市辻堂元町 3-15-15
- 八松稲荷神社 - 藤沢市辻堂元町 4-11-31
- 八幡神社 - 藤沢市辻堂元町 3-9-24
- 白山神社 - 藤沢市辻堂元町 3-9-21
- 日枝神社 - 藤沢市辻堂元町 3-5-21
- 社宮神 - 藤沢市辻堂元町 4-6-1
- 子ノ神社 - 藤沢市辻堂元町5-2-14
- 天神社 - 藤沢市天神町 2-15
- 八幡宮 - 藤沢市湘南台 3-10-5 別名:円行八幡宮

## その他
- 境内社の恵比須の宮は、毎年正月行われる藤沢市観光協会主催の「藤沢七福神めぐりスタンプラリー」のポイントになっている。
- 1989年（平成元年）[元号要検証] - 皇大神宮西方の引地川上村橋架け替え。欄干に人形山車をデザイン。
- 2001年（平成13年）1月15日 - 鵠沼桜が岡郵便局、風景印に人形山車をデザイン。